# 寄生 (專輯)
《寄生》是台灣歌手吳克群2010年發行的數位國語專輯，由種子音樂和中國移動合作推出。《寄生》並未在各實體通路販售，唯有10000張實體專輯回饋給无线音乐俱乐部的會員。歌迷可以在12530网站購買、下載这张专辑。 

## 曲目[3]
1. 寄生
2. 移動世界
3. 愛之深責之切
4. 熱牛奶
5. 放棄你
6. 愛，不簡單
7. 愛哭鬼
8. 我全都相信
9. 不倒翁
10. 瘋了瘋了

(註:新专辑中收录了3首新歌《寄生》、《移动世界》、《爱之深责之切》，其余7首歌曲是重新录制的老歌 。)

## 相關資料
1. ↑  .   [2014-06-10]. （原始内容存档于2014-07-14）.
2. ↑  网易娱乐:吴克群涅槃后推新碟《寄生》 专辑预算破千万
3. ↑  .   [2014-06-10]. （原始内容存档于2014-06-03）.